# Ургант Андрій Львович
Андрій Львович Ургант (іноді вказується як Міліндер; (нар. 28 листопада 1956, Ленінград) — радянський і російський актор театру і кіно, телеведучий.
Внесений до бази «чистилище» сайту Миротворець — за свідоме порушення державного кордону України.
У липні 2017 року разом з актрисою Марією Ароновою в окупованій Євпаторії зіграв головну роль у спектаклі «Любовь@Точка.RU».

## Життєпис
Народився 28 листопада 1956 року в Ленінграді в родині акторів — Лева Максович Міліндера (1930—2005) та Ніни Миколаївни Ургант (1929-2021). Батько телеведучого, актора Івана Урганта. Видання «МК в Пітері» у статті про актора написало про естонське походження прізвища Ургант, таку ж інформацію опублікувала і газета «Аргументи та факти».
У 1977 році Андрій Ургант закінчив Ленінградський державний інститут театру, музики і кінематографії, курс Рубена Агамірзяна.
Грав у Ленінградському театрі імені В. Ф. Коміссаржевської і в театрі імені Ленінського Комсомолу (нині театр Балтійський Будинок). Здобув популярність як неперевершений майстер театральних капусників. Розіграші Урганта та його колеги, Андрія Максимкова, були дуже популярні в 1990-х роках на телебаченні.
У 1993 році в прокат виходить фільм «Вікно в Париж» — двосерійний художній фільм, комедійна фантасмагорія режисера Юрія Маміна. У цьому фільмі блискуче грає роль другого плану Андрій Ургант — Гуляєв, який живе в Парижі давній знайомий Миколи. У цій картині Андрій Ургант розкривається як блискучий комедійний актор.
Знімався в серіалі «Вороніни», у фільмі «Одержимий» і в документальному кіно «Життя і пригоди Мішки Япончика». У 2011 році актор виконав одну з головних ролей в картині «Моя шалена родина».

### Телебачення
З 5 березня по 23 липня 2005 року разом з сином Іваном був ведучим розважального шоу «Велика прем'єра» на «Першому каналі» у Росії .
З 21 вересня 2007 по 28 серпня 2008 року — ведучий інтелектуальної телегри для старшокласників «Володар розуму» на телеканалах «Росія» і «Бібігон» (у 2011 році програма виходила в повторах на каналі «Карусель») .
З 12 вересня по 10 грудня 2009 року вів судове ток-шоу «Дванадцять» на каналі ДТВ .
Паралельно з цим був ведучим розмовної передачі «Зустрічі на Моховій» на петербурзькому «П'ятому каналі» до 28 лютого 2010 року.
З 15 квітня по 29 травня 2010 року — співведучий Михайла Шаца в гумористичній програмі «Слава Богу, ти прийшов!» на СТС.
У 2011 році провів кілька випусків музичного конкурсу «Пісня для вашого столика» на НТВ. До листопада 2012 року був ведучим телепрограми «Егоїст» на телеканалі 100ТВ.
З 2017 року — постійний учасник телегри «П'ятеро на одного» на каналі «Росія-1». У 2018 році — член журі шоу «Майстер сміху» на каналі «Росія-1».

## Особисте життя
- Перша дружина — Валерія Іванівна Кисельова (7 лютого 1951 — 1 лютого 2015), однокурсниця по ЛДІКМ.
  - Син Іван Ургант (нар.. 16 квітня 1978).
    - Онука Ніна Ургант (нар.. 15 квітня 2008)[11] .
    - Онука Валерія Ургант (нар.. 21 вересня 2015).
- Друга дружина — Олена Свінцова (нар. 1947) була актрисою театру імені В. Ф. Коміссаржевської, поетеса і співачка. З 1996 року живе в Нідерландах[12] .
  - Дочка Марія (нар.. 1984[13]) живе в Нідерландах, одружена з турецьким бізнесменом[11] .
    - Онук Емір (нар.. 2004)[11] .
    - Онук Габріель (нар.. 2015)[14] .
- Третя дружина — Віра Володимирівна Яцевич, розведені.

Нині проживає з Оленою Романовою (нар.. 1986).

## Фільмографія

### Ролі в кіно
1. 1982 — Голос —  Миша, працівник кіностудії
2. 1983 — Котячий будинок (телеспектакль) — лялька Андрюша
3. 1985 — Снігуроньку викликали?
4. 1986 — Коник-Горбоконик (мюзикл) —  скоморох-співак
5. 1989 — Биндюжник і Король —  Гусар Льова
6. 1989 — Алкмена і Амфітріон —  Юпітер
7. 1990 — Пристрасті по Володимиру
8. 1990 — Анекдоти —  епізод
9. 1991 — Жертва для імператора
10. 1991 — Геній — камео
11. 1991 — Ті, що п'ють кров —  Аганін
12. 1992 — Сходи світла —  Миша
13. 1992 — Рекет —  Андрій Свиридов
14. 1993 — Барабаніада
15. 1993 — Гріх. Історія пристрасті
16. 1993 — Вікно в Париж —  Миша Гуляєв, російський емігрант
17. 1993 — Подорож в щасливу Аравію
18. 1994 — Остання справа Вареного —  Кашурніков, Родіон Романович
19. 1994 — Русский транзит —  Грюнберг
20. 1994 — Прохиндіада-2
21. 1998 — Вулиці розбитих ліхтарів-2 —  конферансьє  (серія «Справа № +1999»)
22. 2000 — Полювання на Попелюшку
23. 2000 — Убивча сила —  Мухаєв
24. 2000 — Старі пісні про головне. Постскриптум —  портьє
25. 2001 — Чорний ворон —  поет
26. 2001 — Ключі від смерті —  Шурпин, письменник
27. 2001 — Спецвідділ —  Кошелев
28. 2001 — Ніро Вульф і Арчі Гудвін: Воскреснути, щоб померти —  Генрі Дімарест
29. 2002 — Дорога в пекло
30. 2002 — Кріт-2 — Михайло Борисович Лерр, адвокат
31. 2004 — На віражі
32. 2005 — Майстер і Маргарита —  Жорж Бенгальський, конферансьє Вар'єте
33. 2005 — Все золото світу —  Лавадський
34. 2005 — Сім'я
35. 2006 — Травесті —  Рибаков
36. 2006 — Перший будинку —  професор
37. 2007 — Кохання-зітхання —  Нерон / Олег Львович Власов
38. 2008 — Кохання-зітхання 2 —  Нерон / Олег Львович Власов
39. 2009 — Група ZETA. Фільм другий —  «Ботвинник», злодій
40. 2009 —  2016 — Вороніни —  Сергій Геннадійович Золотарьов, батько Віри
41. 2010 — Одержимий (Джек Різник) —  Анатолій Васильович Губанов, депутат
42. 2010 — Кохання-зітхання 3 —  Нерон / Олег Львович Власов
43. 2011 — Життя і пригоди Мишки Япончика —  Йоваль Лазаревич Гепнер
44. 2011 — Небесні рідні —  Василь Семенович
45. 2011 — Моя шалена родина —  Віктор Волинцев
46. 2012 — Біла гвардія —  мажордом гетьмана
47. 2012 — Зовнішнє спостереження —  Сергій Петрович, депутат
48. 2012 — Я скасовую смерть —  Павло Сергійович
49. 2013 — Бальзаківський вік, або Всі чоловіки сво … 5 років потом —  Микола Семенович, батько Віті, полковник у відставці
50. 2013 — Призначено нагороду —  Борис Гайтан, батько Паші
51. 2013 — Будівництво —  «Вентєль»
52. 2014 — Тихе полювання —  «Ботвинник», злодій
53. 2015 — Мами 3 —  Віктор, батько Гоші
54. 2015 — Народжена зіркою —  Роберт Ростовцев
55. 2015 — Чума —  Павло Видригайло («Карандаш»), кримінальний авторитет
56. 2018 — Мажор-3 —  дядько Ніни, горілчаний олігарх, батько Олега

### Дубляж
1. 1988 — Салам, Бомбей!
2. 1989 — Любов, любов, любов — Судхірбхай (Раза Мурад)
3. 1991 — Звичка одружуватися — Філ Голден (Пол Райзер) (кінотеатральний дубляж)
4. 1992 — Декілька хороших хлопців — лейтенант Деніел Каффа (Том Круз) (кінотеатральний дубляж)
5. 1999 — Мій улюблений марсіанин — доктор Колай (Уоллес Шон)
6. 2000 — Викрасти за 60 секунд — Джонні Бі (Master P)
7. 2001 — Падіння «Чорного яструба» — Кріббс (Стівен Форд)
8. 2003 — SWAT: Спецназ міста ангелів — капітан Томас Фуллер (Ларрі Пойндекстер)
9. 2003 — Володар морів: На краю землі — Стівен Метьюрін (Пол Беттані)

## Нагороди
У 2007 році став Лауреатом щорічної мистецької премії «Потерпілі» — «за незвичайність літературних і театральних образів».